# Casa del Mantegna

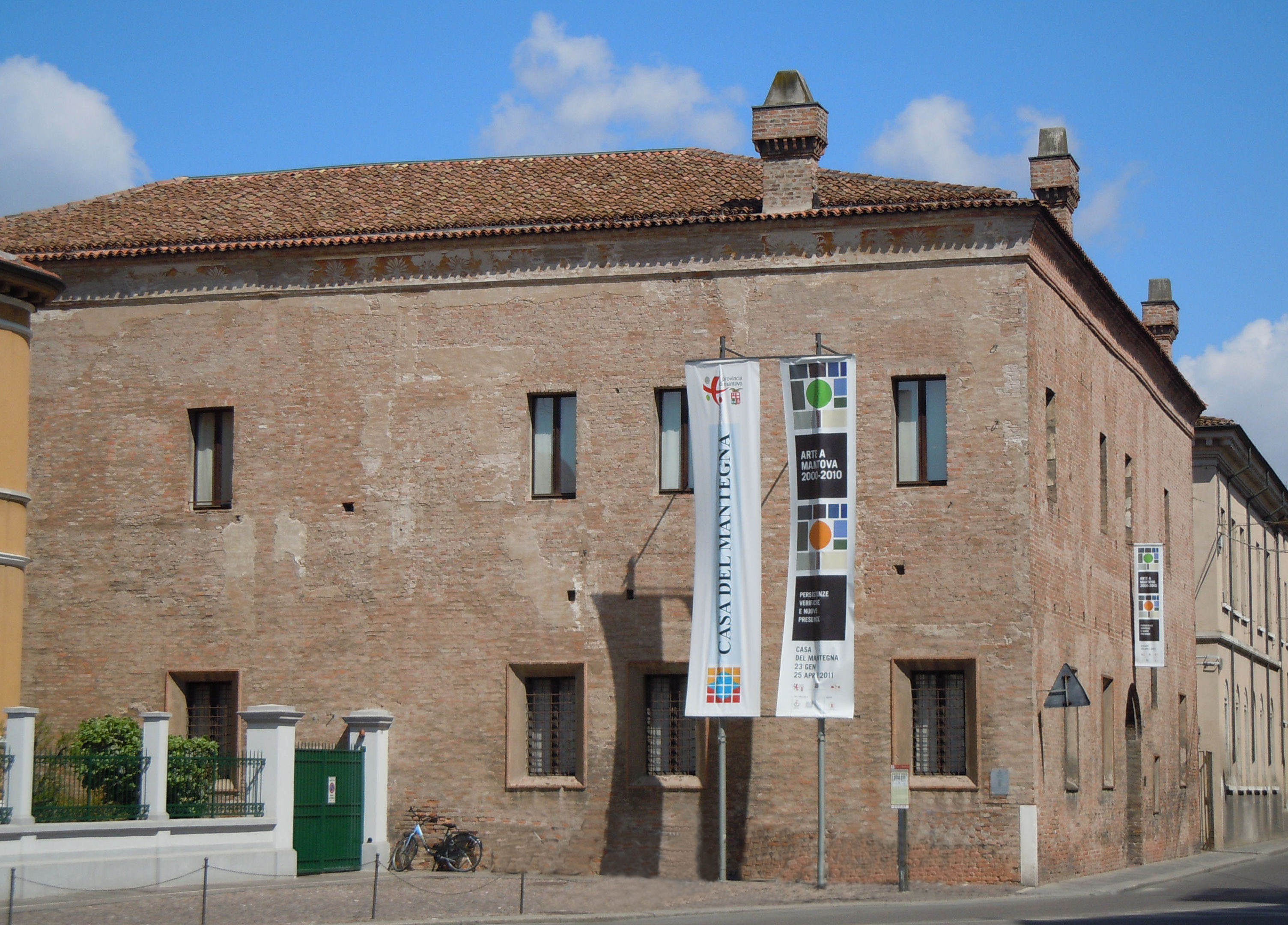
Buitenaanzicht

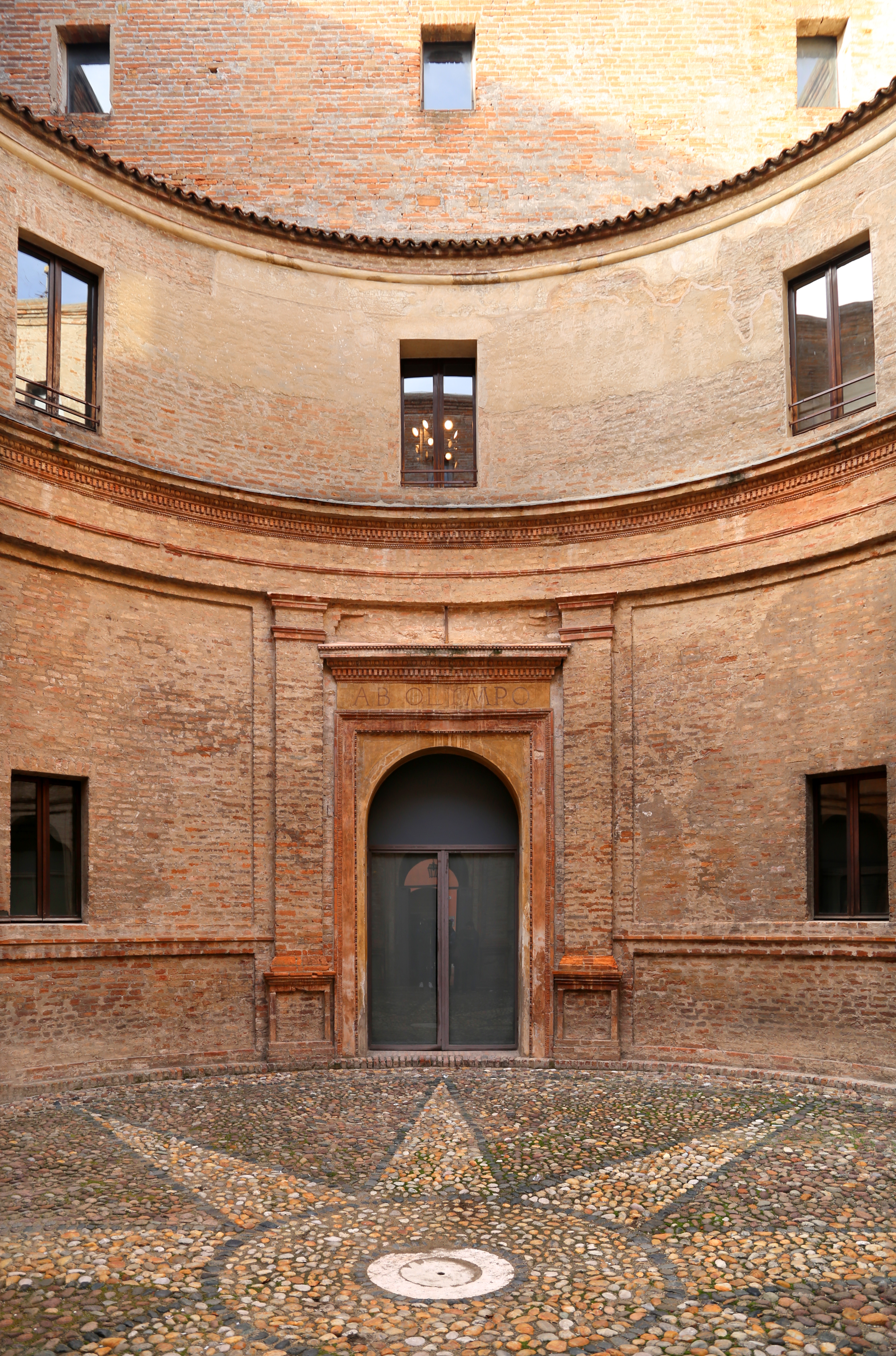
Binnenkoer

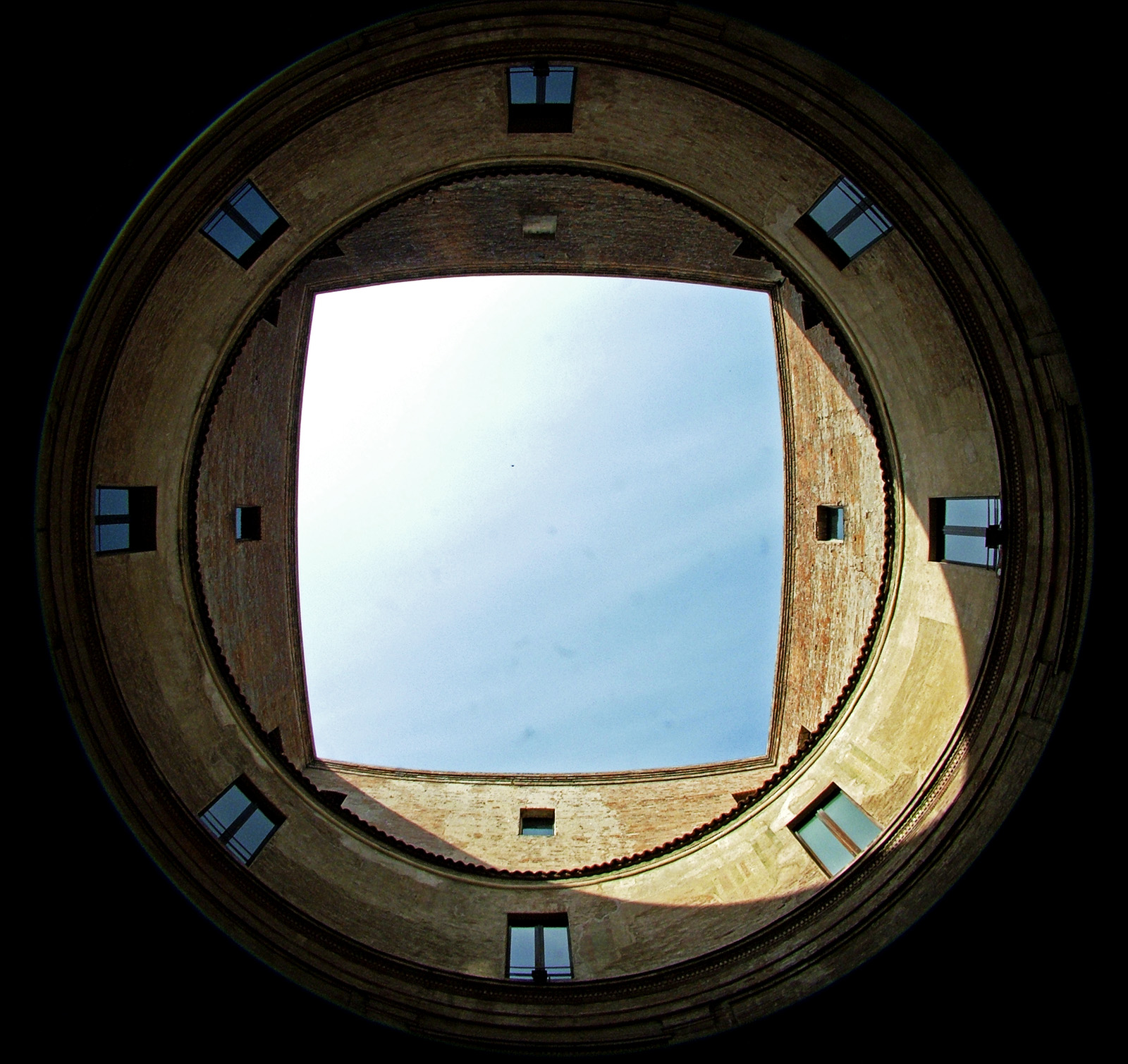
Binnenkoer

Het Casa del Mantegna is een huis dat toebehoorde aan de renaissancekunstenaar Andrea Mantegna in de Noord-Italiaanse stad Mantua, gelegen aan de Via Acerbi 47. De architect ervan is niet gedocumenteerd, mogelijk was het Mantegna zelf.

## Geschiedenis
Mantegna vestigde zich in 1458-1459 in Mantua, waar de architect Leon Battista Alberti toen werkzaam was. De jonge schilder verwierf een uitzonderlijk aanzien aan het hof van markies Ludovico II Gonzaga. Kort na het voltooien van de Camera degli Sposi in het Castello di San Giorgio schonk de markies hem een terrein in het zuiden van de stad om een huis te bouwen. De eerste steen, gelegd in 1476, bracht dit in herinnering. De afwerking vorderde traag, vermoedelijk door financiële redenen. Mantegna gebruikte het huis vooral voor artistieke doeleinden. Hij bracht er zijn collectie antieke sculpturen onder, mogelijk in het atrium, en decoreerde de muren met fresco's. Ook verbleef hij er soms, maar vermoedelijk was het huis nooit een permanente residentie. Het onderstreepte vooral zijn exceptionele sociale positie en ook de aanspraken van de Gonzaga's op dit deel van Mantua.
Mantegna raakte zodanig in geldnood, dat Francesco II Gonzaga hem op 16 januari 1502 dwong zijn huis af te staan en te verruilen voor een kleiner huis bij de Sant'Andrea. Naast het Casa del Mantegno, dat misschien nog niet was voltooid, liet de markies enkele jaren later het Palazzo San Sebastiano optrekken. De operatie om de vorstelijke macht in te planten in het zuiden van Mantua, was geslaagd.
In 1607 werd het Casa del Mantegno verkocht aan Pirro Maria Gonzaga. Het wisselde herhaaldelijk van eigenaar en raakte enigszins in verval. In 1728 kwam het in het bezit van markies Paleotti Lanzoni, die grote transformaties uitvoerde. In de 19e eeuw werd in het gebouw een stadsschool ondergebracht, wat nieuwe verbouwingen met zich meebracht. Uiteindelijk kwam het Casa del Mantegno onder het beheer van de provincie Mantua en werd het in diverse fasen gerestaureerd.

## Beschrijving
Het gebouw is nagenoeg kubusvormig, met daarbinnen een rond atrium. De buitengevels zijn 25 meter breed en het binnenplein heeft een doorsnede van 11 meter. De harmonieuze verhoudingen zijn gebaseerd op de gulden snede. Er zijn acht vertrekken op het gelijkvloers en zeven op de eerste verdieping. Boven de cilindrische open ruimte van het atrium, die twee bouwlagen beslaat, is het vierkant zichtbaar gevormd door de rechte zoldermuren.
Boven de poort in het atrium is de mysterieuze inscriptie Ab Olympo aangebracht ("Van de Olympus"). De muurschilderingen binnen zijn grotendeels verdwenen, maar Mantegna's wapenschild is nog te zien, met zijn devies Par un desir ("Door één wens").

## Invloed
Het innovatieve idee van een vierkant huis met een rond atrium was geïnspireerd op de antieke architectuur en hing in de tweede helft van de 15e eeuw in de lucht. Enkele jaren na de aanvang van de bouw van het Casa del Mantegna nam Francesco di Giorgio Martini diverse gelijkaardige ontwerpen op in zijn Trattato di Architettura, weliswaar op grotere schaal. Mantegna's huis trok hoge bezoekers aan, onder wie in 1532 keizer Karel V. Het inspireerde hem om in het Alhambra het italianiserende Paleis van Karel V te laten optrekken. Leone Leoni nam elementen van het huis over in zijn Casa degli Omenoni. Het was net zozeer bedoeld om zijn maatschappelijke status en eruditie uit te stralen, maar anders dan dat van Mantegna afficheerde het ook zijn kunstenaarschap.

## Voetnoten
1. ↑  SVPER FVNDO A DI(vo). L(odovico). PRIN(cipe). OP(timo). DONO DATO AN(no). G(ratiae). MCCCCLXXVI AND(reas). MANTINIA HAEC IECIT FONDAMENTA XV K(a)L(endas). NOVEMBRIS IN FR(onte). B(rachia). LII I/I RETRO B(rachia). CL. = Op een terrein geschonken door de goddelijk Ludovico, excellente vorst, legde Andrea Mantegna deze fundamenten vijftien dagen na de kalenden van november; op de voorgevel 52,5 vadem, in de diepte 150 vadem.
2. ↑  Geoffrey Parker, Keizer Karel V. Landsheer van de Nederlanden, Habsburgs wereldheerser, 2020, p. 290
3. ↑  Kelley Helmstutler Di Dio, Leone Leoni and the Status of the Artist at the End of the Renaissance, 2011, p. 56